# Commanderie de Thony
La commanderie de Thony, ou commanderie de la Ferme du Temple, était une commanderie hospitalière d'origine templière située dans le département de l'Aisne, en région Picardie, à environ 5 km près de l'ancien village de Thony et actuellement sur le finage de la commune de Pontavert.

## Situation
La commanderie est située près de l'ancien village de Thony ou Thosny, sur la route menant de Pontavert à Corbeny, dans ce qui était au moyen âge le comté de Champagne. Il reste encore de nos jours un lieu-dit nommé Le Temple.
Elle est implantée à proximité de la source de la rivière Le Ployon.

## Histoire

### Fondation
En 1130, le comte de Roucy Hugues Ier donne aux templiers une terre à Thony située entre les chemins de Corbeny à Pontavert et de Corbeny à Berry-au-Bac, ainsi que deux hommes prénommés Hugues et Robert.
Cette commanderie marque ainsi une étape sur la route de Reims à Arras et permet la surveillance des grandes voies et la protection des marchands, contribuant au développement du commerce de Pontavert.

### Dépendance
La commanderie possédait un autre domaine situé sous le château de Roucy, appelé la Templirielle, et dont les terres de 130 arpents étaient situées près du chemin de Roucy à Pontavert. L'ensemble est décrit comme étant en ruine en 1609.

### Reprise par les hospitaliers
Après la suppression de l'ordre du Temple lors du concile du concile de Vienne de 1312, la commanderie, comment l'ensemble de biens templiers, est transférée à l'ordre de Saint-Jean de Jérusalem, qui la réunit avec celle de Puisieux-sous-Laon.
Puis au XVe siècle, les hospitaliers l'annexent à celle de Boncourt afin d'en augmenter les revenus.

### Destruction
À la Révolution française, la commanderie est vendue comme bien national et devient l'exploitation agricole la plus importante de Pontavert.
Elle est entièrement détruite lors de la Première Guerre mondiale.

## Description
L´église du XIIIe siècle était entièrement construite en grès et placée au centre de la cour. Elle avait été pourvue d'un étage et d'un grand grenier et servait d´habitation à l´exploitant du lieu

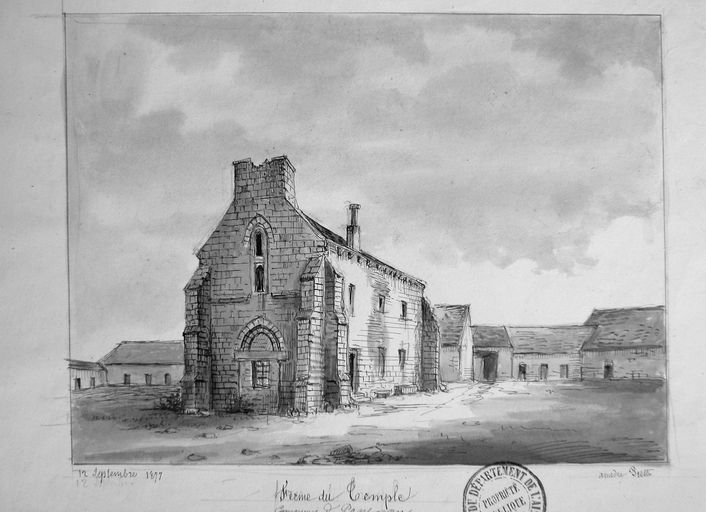
Dessin de la chapelle médiévale de la commanderie en 1877, par Amédée Piette (AD Aisne : 8 Fi Pontavert 3).